# Пуст-Ашит
Пуст-Аши́т (тат. Бишсубашы) — село в Заинском районе Республики Татарстан, в составе Нижнебишевского сельского поселения.

## Этимология названия
Татарский вариант топонима произошёл от татарского слова «биш» (пять) и гидрографического термина «су башы» (исток реки), русский – от ойконима «Пустошь Ашит».

## География
Село находится на реке Иныш, в 35 км к северо-востоку от районного центра, города Заинска.

## История
Село известно с 1678 года. В дореволюционных источниках упоминается также как Пустошь Ашит, Верхнее Бишево.
До 1860-х годов жители относились к категории государственных крестьян (из ясачных татар, в том числе старо- и новокрещёных). Их основные занятия в этот период – земледелие и скотоводство, были распространены пчеловодство, колёсный, валяльный, рогожный и кулеткацкий промыслы, извоз.
В 1858 году 77% жителей исповедовали ислам, 23% – христианство (относились к приходу Казанско-Богородицкой церкви села Федотово, с начала 1880-х годов – Михайловской церкви деревни Кабан-Бастрык).
В «Списке населенных мест по сведениям 1870 года», изданном в 1877 году, населённый пункт упомянут как деревня Верхняя Бишева (Бишубаш, Пустошь Ашит) 4-го стана Мензелинского уезда Уфимской губернии. Располагалась при речке Бишубайке, по левую сторону коммерческого тракта из Бирска в Мамадыш, в 63 верстах от уездного города Мензелинска и в 30 верстах от становой квартиры в селе Бережные Челны. В деревне, в 57 дворах жили 356 человек (170 мужчин и 186 женщин, татары, русские). Жители занимались земледелием, скотоводством, пчеловодством.
К началу XX века имелись мусульманский молитвенный дом, хлебозапасный магазин. В начале XX века построена деревянная мечеть, при ней работало медресе.
В этот период земельный надел сельской общины составлял 855 десятин. По подворной переписи 1912–1913 годов, из 166 хозяйств 35 были безлошадными, 126 – одно-, двухлошадными, 5 имели по три и более рабочих лошадей; зарегистрирована 1181 голова крупного рогатого и прочего скота. 59 дворов сельское хозяйство совмещали с кустарными промыслами.
До 1920 года село входило в Ахметьевскую волость Мензелинского уезда Уфимской губернии. С 1920 года в составе Мензелинского, с 1922 года – Челнинского кантонов ТАССР. С 10 августа 1930 года – в Челнинском, с 10 февраля 1935 года – в Заинском, с 1 февраля 1963 года – в Челнинском, с 1 ноября 1972 года в Заинском районах.
В период коллективизации в селе организован колхоз «Якты Тормыш».

## Население
| 1859 | 1870 | 1897 | 1913 | 1920 | 1926 | 1938 | 1949 | 1958 | 1970 | 1979 | 1989 | 2002 | 2010 | 2017 |
| ---- | ---- | ---- | ---- | ---- | ---- | ---- | ---- | ---- | ---- | ---- | ---- | ---- | ---- | ---- |
| 286  | 356  | 642  | 872  | 913  | 727  | 591  | 534  | 566  | 560  | 403  | 210  | 174  | 151  | 130  |

Национальный состав села: татары.

## Известные уроженцы
Мударис Зуфарович Аглямов (1946–2006) – народный поэт РТ, лауреат Государственной премии РТ имени Г.Тукая.

## Экономика
C 2004 года в селе работают подразделения «Игенче» агрофирмы «Восток» (полеводство, молочное скотоводство).

## Объекты медицины
В селе функционирует фельдшерско-акушерский пункт.

## Религиозные объекты
В 1994 году возведена мечеть.